# Bang on a Can
Bang on a Can è il nome di un complesso e organizzazione musicale statunitense.

## Storia
Il festival annuale di musica contemporanea e la correlata organizzazione Bang on a Can vennero inaugurati a New York nel 1987 su iniziativa dei compositori Julia Wolfe, David Lang e Michael Gordon. Le prime uscite dei Bang on a Can sono registrazioni dei loro concerti e uscirono per la CRI durante la prima metà degli anni novanta. Passati prima alla Sony Classical e poi alla Universal, i Bang on a Can pubblicarono nel 1998 Music for Airports, un album tributo all'omonimo disco di Brian Eno. In seguito uscirono altri album dedicati a compositori moderni come Terry Riley e Philip Glass. Si segnalano collaborazioni con DJ Spooky, Iva Bittová, Glenn Branca e Phil Kline. Nel 2001 Wolfe, Lang e Gordon fondarono l'etichetta Cantaloupe Music. Diversi membri del complesso fanno parte di una formazione correlata che prende il nome di Bang on a Can All-Stars.

## Membri
- Julia Wolfe
- David Lang
- Michael Gordon
- David Cossin
- Lisa Moore
- Evan Ziporyn
- Michael Lowenstern
- Steven Schick
- Mark Stewart
- Robert Black
- Todd Reynolds
- Vicky Chow
- Wendy Sutter

## Discografia parziale

### Album in studio
- 1995 – Industry
- 1996 – Cheating, Lying, Stealing
- 1998 – Music for Airports
- 2001 – Renegade Heaven
- 2001 – Lost Objects
- 2001 – In C

### Album dal vivo
- 1992 – Bang on a Can Live, volume 1
- 1993 – Bang on a Can Live, volume 2
- 1994 – Bang on a Can Live, volume 3